# Marcelinho Carioca
Marcelinho Carioca (* 1. Februar 1971 in Rio de Janeiro; bürgerlich Marcelo Pereira Surcin) ist ein ehemaliger brasilianischer Fußballspieler.

## Karriere

### 1988 bis 1994
Seine Karriere begann Marcelinho Carioca 1988 beim Verein Flamengo Rio de Janeiro. In der ersten Saison 1988/89 absolvierte er fünf Liga-Spielen. Ein persönlicher Torerfolg gelang ihm nicht. In der darauffolgenden Saison war er an acht Spielen beteiligt, wobei er ein Saisontor erzielte. Wieder eine torlose Saison war die Saison 1990/91, wobei er neunmal auf dem Rasen stand. In der Saison 1991/92 nahm Marcelinho Carioca an 17 Ligaspielen teil, drei Pässe endeten im Tor. In der Saison 1992/93 war er bei sechs Ligaspielen dabei, ein Tor konnte er erzielen. In der letzten Saison bei Flamengo absolvierte er 19 Spiele und erzielte fünf Tore, ehe er zum ersten Mal in seiner Karriere den Verein wechselte.

### 1995 bis 2001
Seine nächste Station war Corinthians São Paulo, wo Marcelinho Carioca ab 1994 in insgesamt acht Spielzeiten aktiv war, mit Ausnahme der Saison 1997/98. In der ersten Saison beim Klub aus São Paulo absolvierte er 25 Spiele und erzielte acht Tore. Im nächsten Jahr war er an 16 Spielen beteiligt, in denen er fünfmal ein Tor erzielte. Zwölf Spiele absolvierte er in der Saison 1996, ein Mal schaffte er den Ball ins Netz zu befördern. Im darauffolgenden Jahr 1997 stand er immer noch beim Verein unter Vertrag, an Ligaspielen nahm er jedoch nicht teil. Nachdem er die Saison 1997/98 beim spanischen Verein FC Valencia verbracht hatte, kehrte er wieder zum brasilianischen Verein Corinthians São Paulo zurück. Bei seinem Comeback nahm Marcelinho Carioca an 28 Spielen teil, 19 Tore konnte er dabei erzielen. In der Saison 1999 absolvierte er 19 Spielen, in denen er 13 Tore schoss. 2000 stand er 15-mal mit der Mannschaft auf dem Rasen, dabei erzielte er fünf Treffer. 2001 beendete er seine Zeit bei den Corinthians, dabei konnte er 120 Ligaspielen und 50 Tore vorweisen.

### Ab 2001
Danach wechselte Marcelinho Carioca zum FC Santos, wo er 15 Spiele absolvierte und dabei erzielte er fünf Tore. Am Ende des Jahres wechselte er für ein Jahr zum japanischen Verein Gamba Osaka, wo er 21-mal auf dem Rasen stand; dreimal beförderte er den Ball ins Tor. 2002 kehrte er für ein Jahr nach Brasilien zurück. Für das Jahr unterschrieb einen Vertrag beim CR Vasco da Gama, wo er 18 Spiele absolvierte und neun Mal ins Tor traf. In der Saison 2003/04 verließ er den Verein wieder und war beim saudi-arabischen Verein al-Nasr unter Vertrag. Zwölf Mal stand Marcelinho Carioca auf dem Rasen und schoss insgesamt sechs Tore. Für ein Spiel ging Marcelo zum Verein CR Vasco da Gama, ehe er für die Saison 2004/05 einen Vertrag beim französischen Verein AC Ajaccio unterzeichnete. Dort absolvierte er zehn Spiele, erzielte zwei Tore.
2005 kehrte Marcelinho Carioca nach Brasilien zurück und war für dieses Jahr beim Brasiliense FC unter Vertrag. Er nahm an 26 Ligaspielen teil und schoss neun Pässe ins Tor. Im nächsten Jahr unterschrieb er einen Vertrag bei Corinthians São Paulo, bestritt fünf Ligaspielen, konnte in diesem Jahr allerdings kein Tor erzielen. Im Jahr 2007 war er beim EC Santo André aktiv, begann zunächst für zwei Saisons in der Série B zu spielen. An acht Spielen nahm er im ersten Jahr 2007 teil, im zweiten Jahr 2008 war er an 31 Ligaspielen beteiligt, in denen er acht Mal ins Tor traf. In seinem letzten Jahr als Aktiver stieg Marcelinho Carioca in die Serie A auf, nahm an 32 Spielen teil, erzielte fünf Tore.

## Trivia
Sein Künstlername Marcelinho Carioca setzt sich zusammen aus Marcelinho (kleiner Marcelo) und dem Begriff Carioca, der die Einwohner Rio de Janeiros beschreibt.